# Kolodeajne, Șîșakî
Kolodeajne (în ucraineană Колодяжне) este un sat în comuna Jorjivka din raionul Șîșakî, regiunea Poltava, Ucraina.

## Demografie
Componența lingvistică a localității Kolodeajne
     Ucraineană (100%)
Conform recensământului din 2001, toată populația localității Kolodeajne era vorbitoare de ucraineană (100%).